# الکس جی
الکساندر گاناسکولی (به انگلیسی: Alexander Giannascoli؛ زادهٔ ۳ فوریهٔ ۱۹۹۳) که بیشتر با نام هنری الکس جی (به انگلیسی: Alex G) یا پیش‌تر (سندی) الکس جی شناخته می‌شود، موسیقی‌دان، تهیه‌کننده و خواننده-ترانه‌پرداز آمریکایی می‌باشد.